# Окулярник моротайський
Окулярник моротайський (Zosterops dehaani) — вид горобцеподібних птахів родини окулярникових (Zosteropidae). Ендемік Індонезії. Раніше вважався підвидом біловолого окулярника, однак через особливості в забарвленні, вокалізації і екології, Міжнародна спілка орнітологів визнала його окремим видом.

## Поширення і екологія
Моротайський окулярник є ендеміком острова Моротай, що розташований неподалік Хальмахери. Живе в гірських тропічних лісах на висоті від 800 м над рівнем моря і вище.